# Вексельна мітка
Вексельна мітка — один з обов'язкових реквізитів векселя згідно з Уніфікованим Законом про переказні векселі та прості векселі, який є додатком № 1 до Женевської конвенції від 7 червня 1930 року.
Відображається у вигляді найменування «вексель», включене у текст документа на мові, якою складено вексель.
З метою утруднення перетворення невексельного зобов'язання у вексель слово «вексель» зазначається двічі: у лівому верхньому куті і в тексті документа, наприклад словами «заплатіть проти цього векселя…», «платіть за цим переказним векселем…».